# Amicus curiae
Amicus curiae (мн. ч. — amici curiae, лат.  — друг суда) — правовой институт, распространенный в настоящее время в ряде стран, а также в международных судебных инстанциях. Первоначально — юридический термин римского права. Термин обозначает лицо, оказывающее содействие суду, предлагая вниманию суда информацию, имеющую отношение к делу, при том, что указанное лицо не является стороной в деле и не привлекается к участию в деле его непосредственными участниками. Информация, которую «друг суда» предоставляет суду, может быть двух видов: фактическая и правовая. Фактически «друг суда» является лоббистом, но юридически таковым не считается.

## Понятие
Доктор юридических наук Артур Гамбарян дает такое определение понятию «amicus curiae»: «физическое или юридическое лицо, которое не являясь участником судебного процесса, наделено правом на добровольных началах предоставлять информацию либо давать заключения о вопросе, который обсуждается в суде, до принятия судебного акта». Гамбарян называет две формы представления информации суду от amicus curiae: юридическое мнение и заключение (amicus brief).

## Происхождение и распространение
Институт amicus curiae происходит из римского права. Начиная с IX века, он вошел в английское право, распространившись впоследствии в большинстве стран, относящихся к системе общего права. Позднее он появился в международном праве, в особенности связанном с правами человека. Оттуда он был заимствован некоторыми странами континентального права. Этот институт появился в правовой системе Аргентины и в принятом в 2010 году гражданско-процессуальном кодексе Гондураса. Amicus curiae также используется международными судебными органами, такими как, как Европейский суд по правам человека, Межамериканская комиссия по правам человека, Межамериканский суд по правам человека, Европейский суд справедливости и Специальный трибунал по Ливану.

### Армения
В праве Армении понятие amicus curiae отсутствует. Существует похожий институт эксперта в конституционном производстве. Статья 53 республиканского закона «О Конституционном суде» предусматривает, что эксперт, не являющийся стороной, вправе давать Конституционному суду Армении правовые заключения (на практике эксперты чаще всего дают заключения по правовым вопросам).

### Грузия
В Грузии институт amicus curiae был введен в уголовный процесс — принятый в 2009 году Уголовно-процессуальный кодекс (статья 55) предусматривал следующее:
- Заинтересованное лицо (не сторона в рассматриваемом деле) вправе не позднее чем за пять дней до рассмотрения дела по существу представить суду свои письменные соображения или заключение по данному делу;
- Письменное заключение (его объем не более тридцати страниц) составляется в трех экземплярах, два из которых передаются сторонам, а третий остается у судьи;
- Суд вправе не согласиться с письменным заключением. Суд может не рассматривать заключение, если сочтет, что оно не соответствует требованиям уголовно-процессуального кодекса Грузии.

### Россия
В российской правовой системе понятие amicus curiae отсутствует. Вместе с тем в Высшем арбитражном суде практиковалась подача мнений заинтересованными лицами по вопросам обобщения судебной практики и их участие в обсуждении проектов обобщений. По арбитражному делу № А40-117038/2015 рассматриваемому в порядке кассационного производства Судебной коллегией по экономическим спорам Верховного суда РФ, заключение, схожее с заключением amicus curiae, представила Российская арбитражная ассоциация (РАА). Заключение содержало обзор того, как в разных странах решается вопрос об арбитрабельности споров с участием должника, в отношении которого возбуждена процедура банкротства. Председательствующая в ходе процесса судья Елена Золотова сообщила сторонам о поступлении этого документа и пообещала опубликовать его на сайте Верховного суда как внепроцессуальное обращение.
С 2012 года российские общественные организации отправляли заключения судье-докладчику Конституционного суда Российской Федерации, у которого есть право приобщить документы к делу
С 2017 года аналог amicus curiae — инициативные научные заключения — был урегулирован в регламенте Конституционного суда. Научные организации и учёные-правоведы имели право подать заключение в Суд по собственной инициативе, а Суд — возможность приобщить его к материалам дела и опубликовать на своём сайте (§ 34.1 и пункт 2 § 36 главы 4, пункт 1.1 § 75 главы 8). Но и до этого момента заключения amicus curiae неоднократно поступали в Конституционный суд.
28 января 2021 года в регламент Конституционного суда внесены поправки, фактически отменяющие действие принципа amicus curiae в судебной практике суда. Эти поправки удалили параграф о предоставлении научными организациями в области права и отдельным ученым возможности давать для суда правовые заключения. Пресс-служба Конституционного суда Российской Федерации в 2021 году заверила, что и после изменения регламента такие заключения игнорироваться судом не будут:

Несмотря на исключение из Регламента специального параграфа о сторонних правовых материалах в конституционном судопроизводстве, это не лишает стороны возможности представлять заключения ученых в качестве аргументации своей позиции. Более того, если в Конституционный суд по рассматриваемому делу поступят авторитетные академические исследования, содержащие важную для дела информацию, которая не была предоставлена сторонами, они не будут выброшены в корзину

### США
В США некоммерческие адвокатские организации, такие как the American Civil Liberties Union, the Landmark Legal Foundation, the Pacific Legal Foundation, the Electronic Frontier Foundation, the American Center for Law and Justice и NORML, часто предоставляют такие сводки адвокатам за или против определенного правового изменения или интерпретации. Если решение может повлиять на целую отрасль, компании не участвующие в деле могут пожелать, чтобы их доводы были услышаны. В Соединенных Штатах федеральные суды часто рассматривают дела о конституционности законодательства штатов. Следовательно, штаты могут предоставлять в дело заключения в качестве amici curiae когда их законы скорее всего смогут быть затронуты решением, как, например, в деле McDonald v. City of Chicago рассмотренном Верховным судом США, когда тридцать два штата под эгидой штата Техас (и Калифорния независимо от остальных) предоставили такие заключения.
Amici curiae, которые не подают свои записки для приобщения к материалам дела, тем не менее часто предлагают суду свой взгляд на спор с научной (академической) точки зрения. Например, если закон требует учитывать историю развития законодательства по определённому вопросу, то историк может предпочесть дать жалобе экспертную оценку как специалист в данной области знания. Экономист, статистик или социолог могут предпочесть поступить аналогичным образом. Редакционные статьи в газетах, записи в блогах и аналогичные, выражающие точку зрения автора, материалы, несомненно, могут повлиять на решения Верховного Суда как де-факто Amici curiae. Однако их авторы, строго говоря, не являются Amici curiae, поскольку они не передают свои материалы Суду, не испрашивают разрешения на подачу записки [у сторон спора или Суда — согласно Правилам ВС США], но и не имеют гарантии, что Суд с ними ознакомится.
Верховным судом США установлены специальные правила для заключений amicus curiae, которые приобщаются в рассматриваемых им делах. Правило 37 Верховного Суда США гласит, что такие резюме должны охватывать «относящиеся к делу вопросы», не рассматриваемые сторонами спора и способные «оказать значительную помощь». Согласно Правилам Верховного Суда, обложка поданной суду записки Amici curiae должна иметь строго определенный цвет, в зависимости от того, подана ли записка в поддержку какой-либо из сторон спора, или же просто в поддержку отмены решения суда нижестоящей инстанции или оставления решения суда без изменения. Также Суд требует, чтобы, помимо прочего, все негосударственные Amici curiae сообщали об этом, внося денежный взнос за подготовку или рассмотрение записки. Заключение необходимо представить в формате буклета в количестве 40 копий.
Для приобщения заключения amicus curiae в Верховном Суде США требуется разрешение суда или взаимное согласие сторон, исключение составляют заключения, представляемые федеральным правительством (или его уполномоченными лицами или агентами), а также заключения штатов. Согласие заслушать устное выступление amicus curiae является «экстраординарным». Суд также может самостоятельно назначить amicus curiae в случае, если ни одна из сторон не согласна с решением суда, что было сделано по крайней мере в 43 случаях.
Верховный суд США поступающие от «друзей суда» меморандумы изучает и ссылается на них в большинстве своих решений. Известно, что Верховный суд США цитировал меморандумы «друзей суда» в 52 % дел, которые рассматривал в 2012—2013 годах. Как правило, Верховный суд США берет из заключений amicus curiae правовые аргументы. Научные доводы (например, медицинские) Верховный суд США заимствует из заключений amicus curiae намного реже. Из 606 ссылок на меморандумы «друзей суда», содержащихся в решениях Верховного суда США, вынесенных с 2008 по 2013 год только 124 ссылки (20 % ссылок) относились к неюридическим аргументам.
На одно дело, рассматриваемое Верховным судом США, порой поступает несколько десятков меморандумов «друзей суда». Например, на дело Burwell v. Hobby Lobby Stores, Inc. (решение по нему вынесено летом 2014 года) в Верховный суд США поступило более 80 меморандумов «друзей суда» (причем некоторые из этих меморандумов содержали многочисленные ошибки).

## Роль и функции института
Функция amicus curiae описана британским судьей Сирилом Салмоном в связи с делом Allen v. Sir Alfred McAlpine & Sons Ltd. 1968 года: «Как я всегда полагал, функцией amicus curiae является помощь суду в беспристрастном толковании закона, или, в случае когда одна из сторон не представлена в процессе, в выдвижении законных доводов в ее пользу».
Наиболее известной прессе ситуацией являются случаи, когда адвокатское образование представляет резюме по делу рассматриваемому апелляционным судом не являясь участником процесса. Апелляционное производство обычно ограничено фактическими обстоятельствами и доказательствами, установленными судом первой инстанции, при этом адвокаты сторон сосредоточены на выгодных для своих клиентов фактах и доказательствах. В тех случаях, когда решение по делу может иметь широкие последствия, резюме amicus curiae является средством для того, чтобы привнести это значение таким образом, что возможный правовой эффект решения суда не будет исключительно зависеть от сторон, непосредственно вовлеченных в спор. По значимым делам amici curiae обычно являются организации со значительным legal budgets.

### Лоббистская функция amicus curiae
Фактически «друг суда» является лоббистом, который добивается своими заключениями принятия необходимого ему судебного решения. Некоторые судебные решения является нормативно-правовыми актами, имеющими значение не только для тех лиц, по жалобам которых они вынесены. Так, американские судьи, интерпретируя конституцию и законы, фактически являются законодателями, а решения Верховного суда США являются элементами политики. Исследователь американского лоббизма Н. Г. Зяблюк пришел к выводу, что нет никакой разницы между письменным сообщением лоббиста министру и запиской «друга суда», адресованной Верховному суду США. Исследователь Л. Эпстайн пришел к выводу, что одни и те же группы интересов занимаются лоббированием как в Верховном суде США, так и в других органах власти Соединенных Штатов Америки. При этом юридически «друзья суда» лоббистами не считаются.